# سريج بن يونس
سريج بن يونس بن إبراهيم أبو الحارث المروزي ثم البغدادي. عالم مسلم ومحدث اشتهر بالزهد والعبادة. مات في شهر ربيع الأول سنة خمس وثلاثين ومائتين.

## روايته للحديث النبوي
- حدث عن: إسماعيل بن جعفر، وهشيم بن بشير، وعباد بن عباد، ويوسف بن الماجشون، وإسماعيل بن مجالد، وأبي إسماعيل المؤدب، ويحيى بن أبي زائدة، ومروان بن شجاع، وطبقتهم فأكثر.
- حدث عنه: مسلم، وبواسطة البخاري، والنسائي ، وبقي بن مخلد، وأبو يحيى محمد بن عبد الرحيم صاعقة، وأبو زرعة، وموسى بن هارون، وأبو جعفر الحضرمي، وأبو القاسم البغوي، وأحمد بن الحسن الصوفي، وعدد كثير.

## ثناء العلماء عليه
- قال أبو حاتم الرازي: صدوق.
- وقال أبو حاتم بن حبان البستي: كان ممن جمع وصنف.
- وقال أبو دواد السجستاني: ثقة.
- وقال أبو نصر بن ماكولا: من الصالحين.
- وقال أبو نعيم الأصبهاني: من المشهورين بتحقيق العبادة والعبودية والانقياد لتعظيم الإلهية والربوبية المأخوذ عنه الآداب الشريفة والمقتبس منه الكثير من آثار الشريعة.
- وقال أحمد بن حنبل: ليس به بأس، يكتب عنه.
- وقال أحمد بن شعيب النسائي: ليس به بأس.
- وقال إسحاق بن إبراهيم الختلي: الشيخ الصالح الصدوق.
- وقال ابن حجر العسقلاني: ثقة عابد.
- وقال الذهبي: الحافظ.
- وقال عبد الباقي بن قانع البغدادي: ثقة ثبت.
- وقال عبد الله بن أحمد بن حنبل: رجل صالح ثقة صدوق.
- وقال محمد بن سعد كاتب الواقدي: ثقة ثبت.
- وقال يحيى بن معين: ليس به بأس.[2]